# Laiyang
Laiyang (莱阳市S, LáiyángP) è una città-contea della Cina, situata nella provincia dello Shandong e amministrata dalla prefettura di Yantai.